# Fenagh (cratera)
A cratera Fenagh é uma cratera de impacto no quadrângulo de Cebrenia em Marte, localizada a 34.67° latitude norte e 215.77° longitude oeste.  Seu diâmetro é de 6.3 km e seu nome vem de uma cidade na Irlanda. 